# 拉帕爾馬 (亞利桑那州)
拉帕爾馬（英語：La Palma）是位於美國亞利桑那州皮納爾縣的一個非建制地區。該地的面積和人口皆未知。

## 地理
拉帕爾馬的座標為32°52′45″N 111°30′54″W / 32.87917°N 111.51500°W，而該地的平均海拔高度為450米（即1470英尺）。